# Jánosi Béla (esztéta)
Búzaházi Jánosi Béla (Brassó, 1857. október 26. – Budapest, 1921. szeptember 13.) magyar esztéta, tudománytörténész, a Magyar Tudományos Akadémia tagja (levelező 1902, rendes 1915). Az egyetemes és magyar esztétika történetének kiváló kutatója volt.

## Életútja
Felsőfokú tanulmányait a Kolozsvári Tudományegyetemen végezte, ahol előbb 1880-ban magyar–német szakos tanári oklevelet, majd 1883-ban bölcsészdoktori oklevelet szerzett. 1880 és 1893 között az aradi állami főgimnáziumban volt helyettes, majd 1884-től rendes tanár. 1893-ban a fővárosba költözött, és a budapesti II. kerületi állami főreáliskola magyar-, német- és filozófiatanára volt egészen haláláig, 1912-től mint a középiskola igazgatója. 1920-tól a németnyelv-oktatás tanfelügyelője volt.

## Munkássága
Elsősorban egyetemes és magyar esztétikatörténeti munkássága jelentős, e tárgyú, Magyarországon úttörő jelentőségű kézikönyvei máig hasznosak. 1891-ben a Magyar Tudományos Akadémia pályázatára benyújtott, az ókori esztétika történetéről írott művét Gorove-díjjal jutalmazták. Ennek köszönhette, hogy az Akadémia még az 1890-es évek elején felkérte egy egyetemes esztétikatörténet kidolgozására, amely végül három kötetben a századfordulón jelent meg. Az 1910-es évektől a magyar esztétika történetén dolgozott, de halála megakadályozta a nagy terv véghezvitelében, s ebből életében csak szemelvények láttak napvilágot, illetve kéziratai alapján halála után Mitrovics Gyula fejezte be a munkát 1928-ban.
Jánosi esztétikai nézeteire leginkább Immanuel Kant filozófiája hatott, de saját esztétikai elméletet nem dolgozott ki. Az esztétika háromféle megközelítésmódját különítette el: a műalkotás folyamatát, a műélvezést és a kettő együttes filozófiai vizsgálatát.

## Társasági tagságai és elismerései
Tudományos eredményei elismeréseként a Magyar Tudományos Akadémia 1902-ben levelező, 1915-ben rendes tagjává választotta. Nem sokkal halála előtt, 1921-ben a Kisfaludy Társaság rendes tagja lett.

## Főbb művei
- A renaissance-kori művészet fő jellemvonásai, in: Budapesti Szemle 1898.
- Az esthetika története, I–III. köt., Budapest, 1899–1901. REAL-EOD
- Az aesthetikai hatás tényezői: Az emberiesítés és együttérzés tana a mai aesthetikában, in: Budapesti Szemle 1904.
- Henszlmann Imre és Erdélyi János easthetikai elmélete, in: Budapesti Szemle 1914.
- Szerdahelyi György aesthetikája, Budapest, 1914. REAL-EOD
- Az aesthetika története Magyarországon, Budapest, 1914.
- Schedius Lajos aesthetikai elmélete, Budapest, 1916. REAL-EOD
- A lélektani aesthetika úttörői Magyarországon, in: Akadémiai Értesítő 1917.
- Brassai a művészi hatás okairól, in: Budapesti Szemle 1917.

## További irodalom
- Richter Aladár: Megemlékezés Jánosi Béláról. Magyar Helikon 1921.
- Kéky Lajos: Jánosi Béla emlékezete. Budapest. 1935.